# Palmira-pálma
A Palmira-pálma (Borassus flabellifer) az egyszikűek (Liliopsida) osztályának pálmavirágúak (Arecales) rendjébe, ezen belül a pálmafélék (Arecaceae) családjába tartozó faj.

## Előfordulása
A Palmira-pálma megtalálható Ázsia összes trópusi részein, Dél-Ázsiától kezdve, Délkelet-Ázsián és az indonéz-szigeteken keresztül, egészen Pápua Új-Guineáig. Ezt a növényfajt egyes helyeken termesztik is.

## Megjelenése
Felálló törzsű, legfeljebb 30 méter magas fa. Az idősebb pálmák törzse többnyire egyenlőtlenül vastag, olykor középen kissé megduzzadt. A tövén megvastagodott törzset legalább fent idős levélalapok maradványai borítják. A levélüstök csaknem gömb alakú. Az alsó legyezősugarak sokkal rövidebbek, mint a felsők. A levélnyél rendszertelenül fogazott. Levele legyezőszerű, 2-3 méter átmérőjű, kerekded vagy deltoid körvonalú. A levéllemez mintegy a feléig tenyeresen hasadt, a legyezősugarak V alakban összehajtottak. A levélnyél valamivel hosszabb, mint a legyezősugarak, benyúlik a levéllemezbe. A porzós és a termős virágok külön egyedeken fejlődnek a levelek között elrejtett virágzatokban. Kétlaki növény. Termése kissé lapítottan gömbölyded, 12-20 centiméter átmérőjű, többnyire 3 maggal. A termés tövén több pikkelylevél van.

## Felhasználhatósága
Indiában a Palmira-pálma egy bizonyos cukortartalmú lé legfontosabb forrása amelyből a cukor mellett elsősorban pálmabort nyernek. De 800-nál több hagyományos felhasználási lehetőségéről tudunk, például vízi épületfának is alkalmas.

## Képek

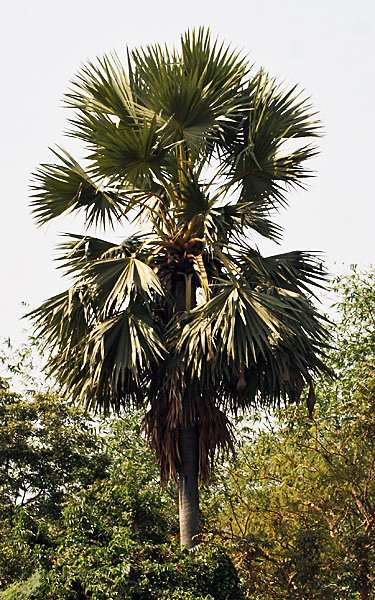
A növény
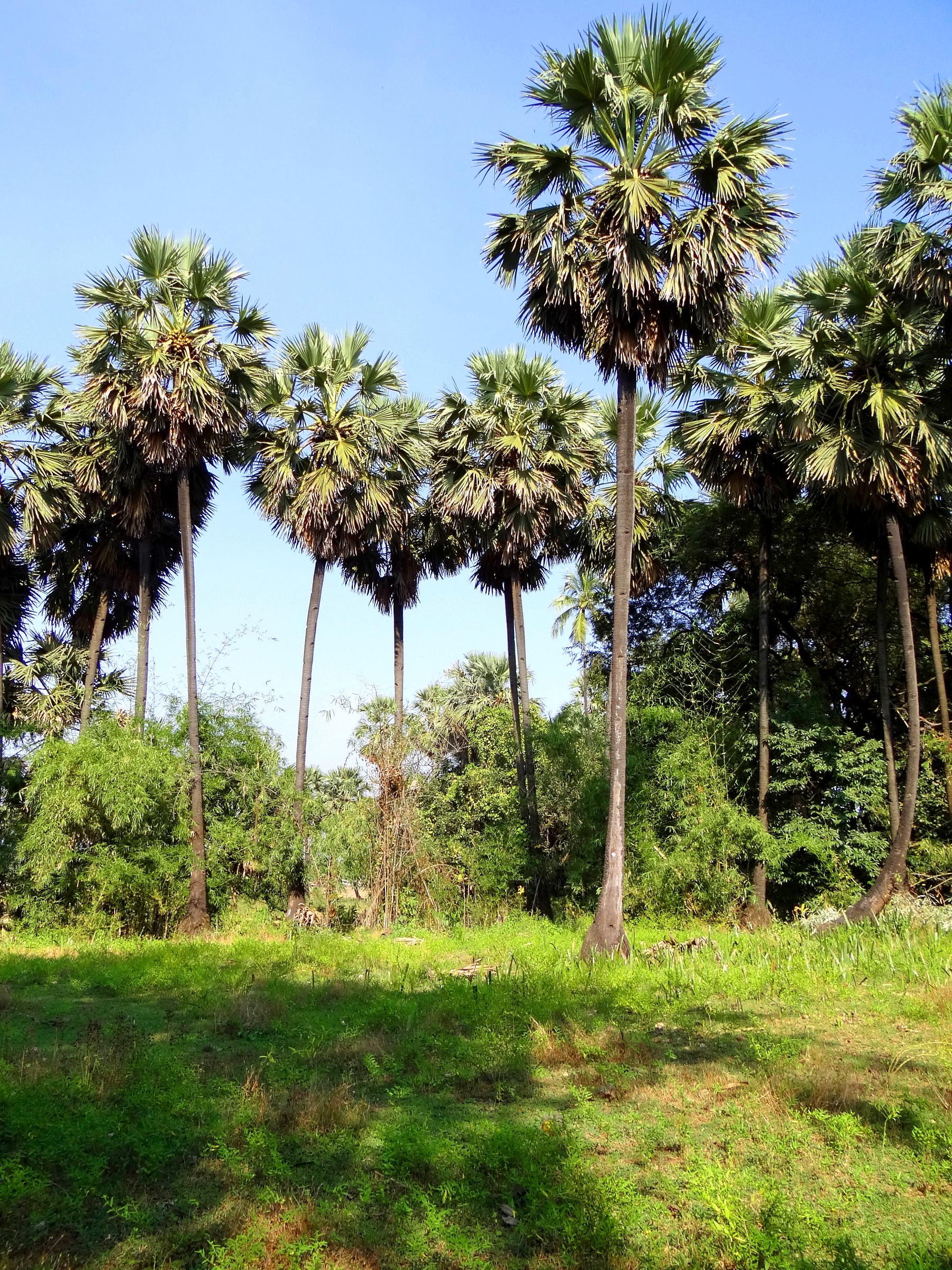
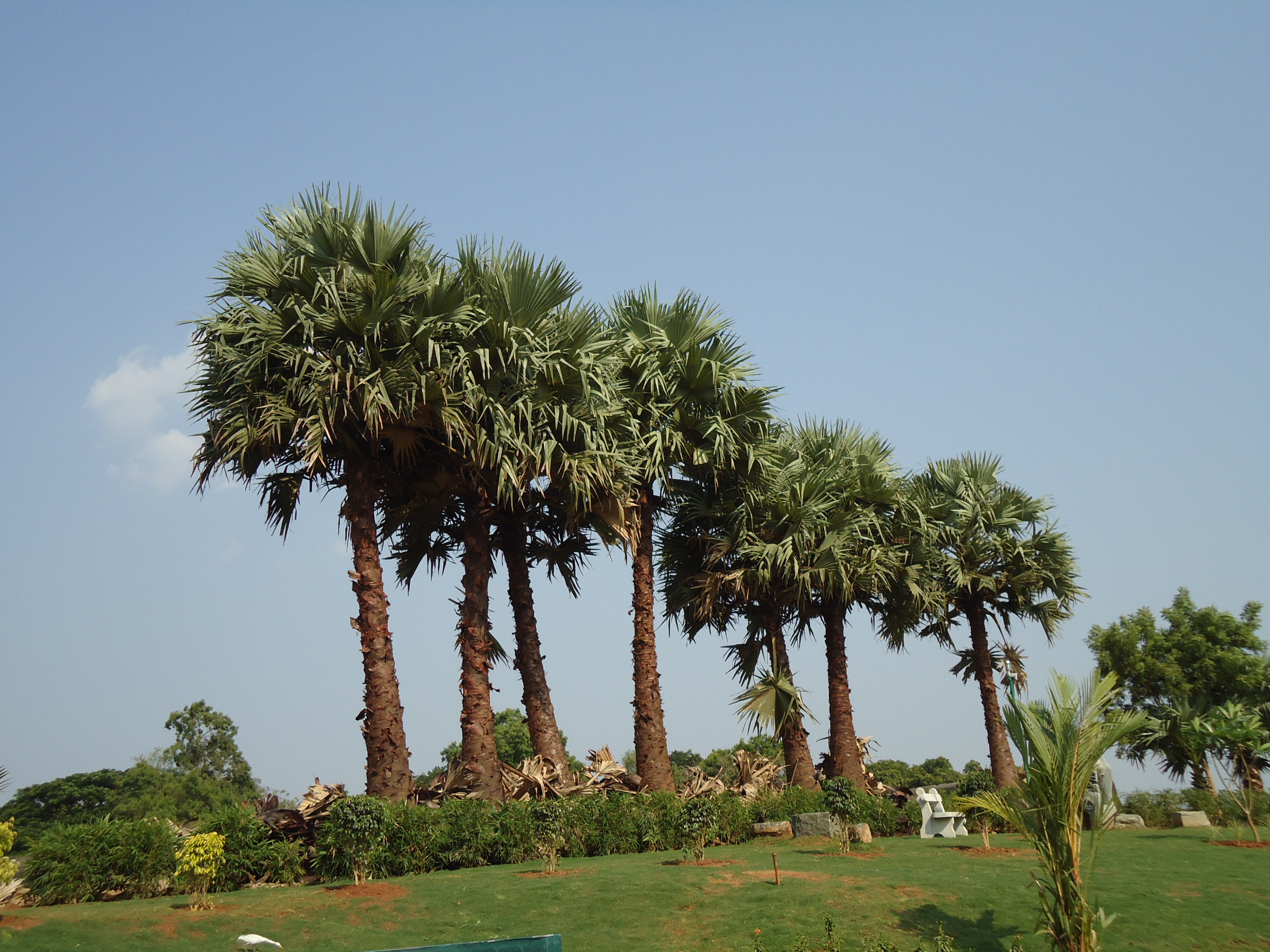
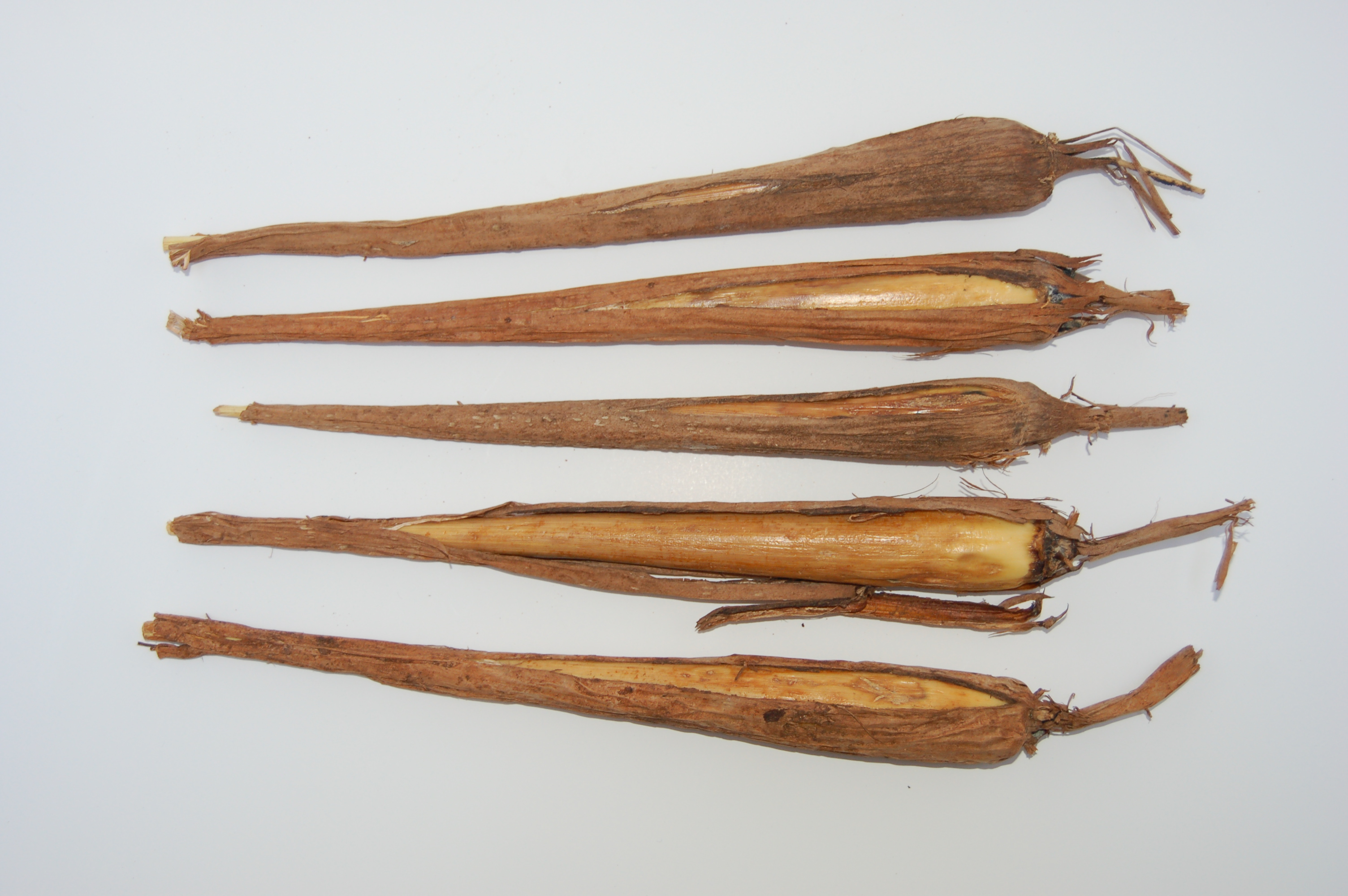
Fiatal példányok
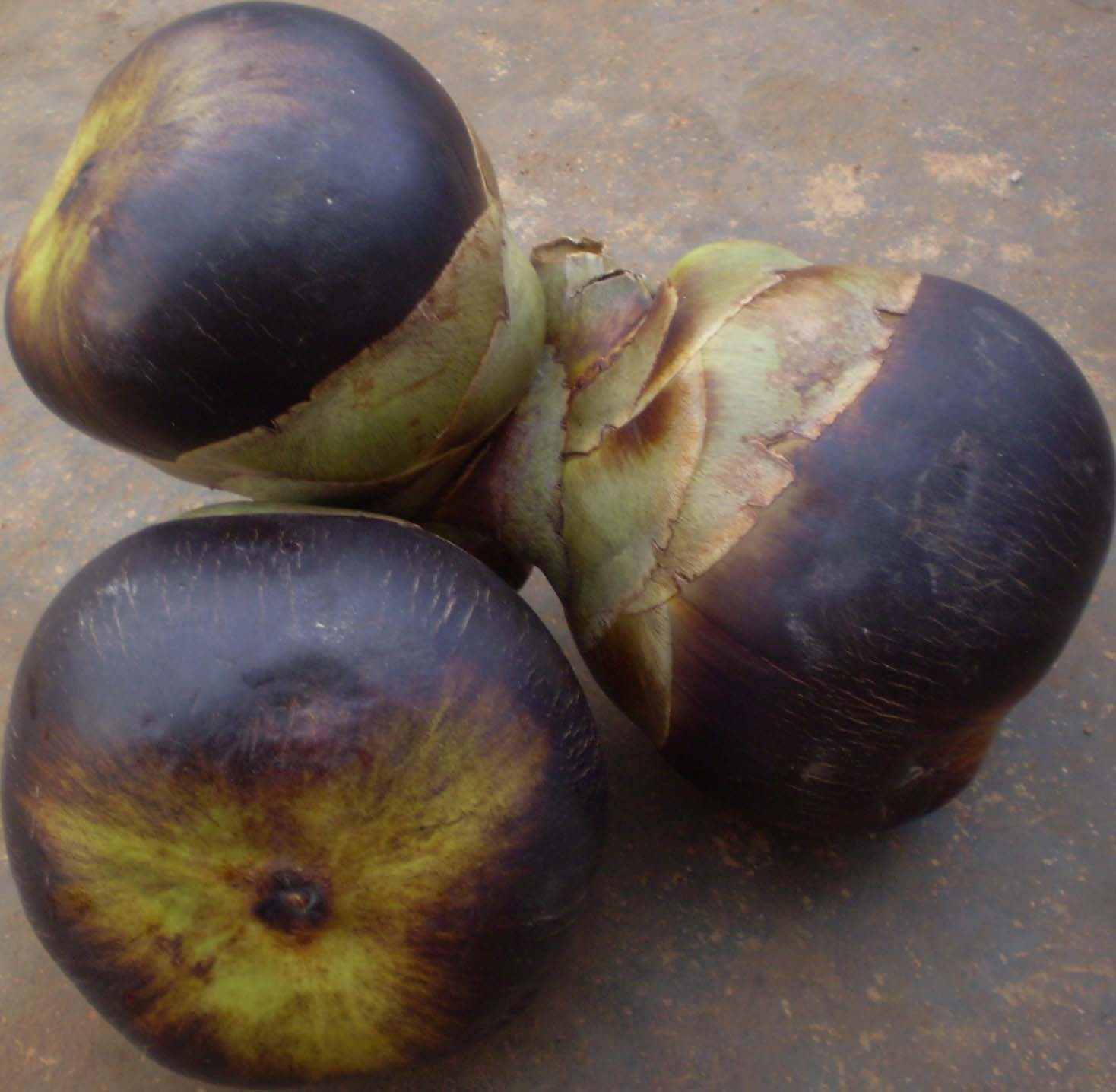
Termései
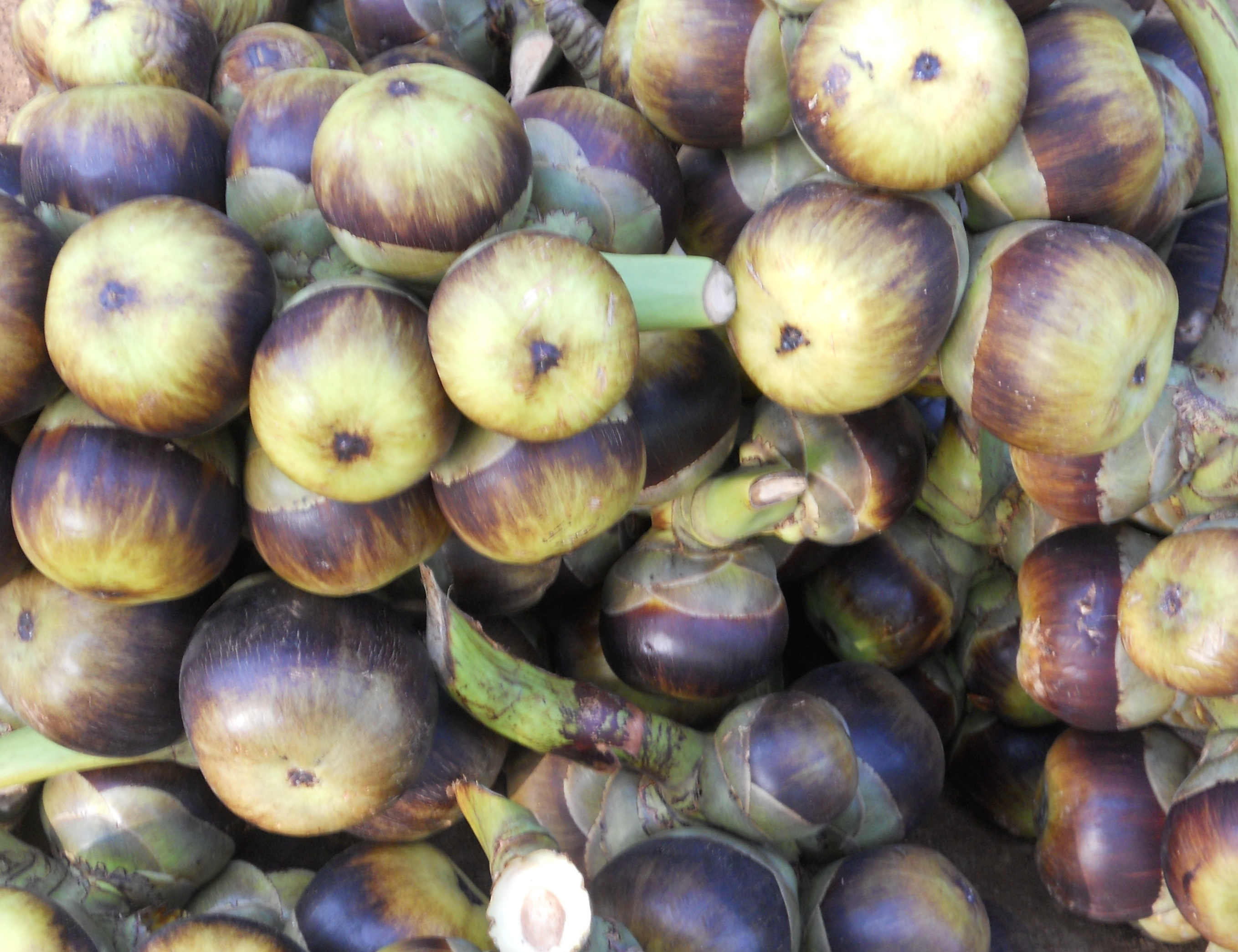
A termése közelről
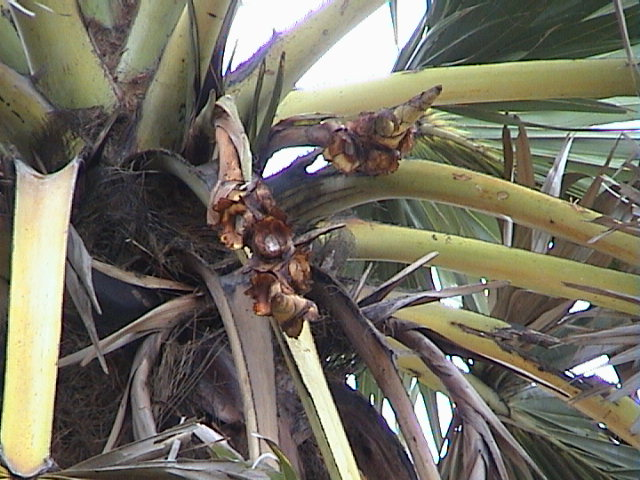
Levélnyelei
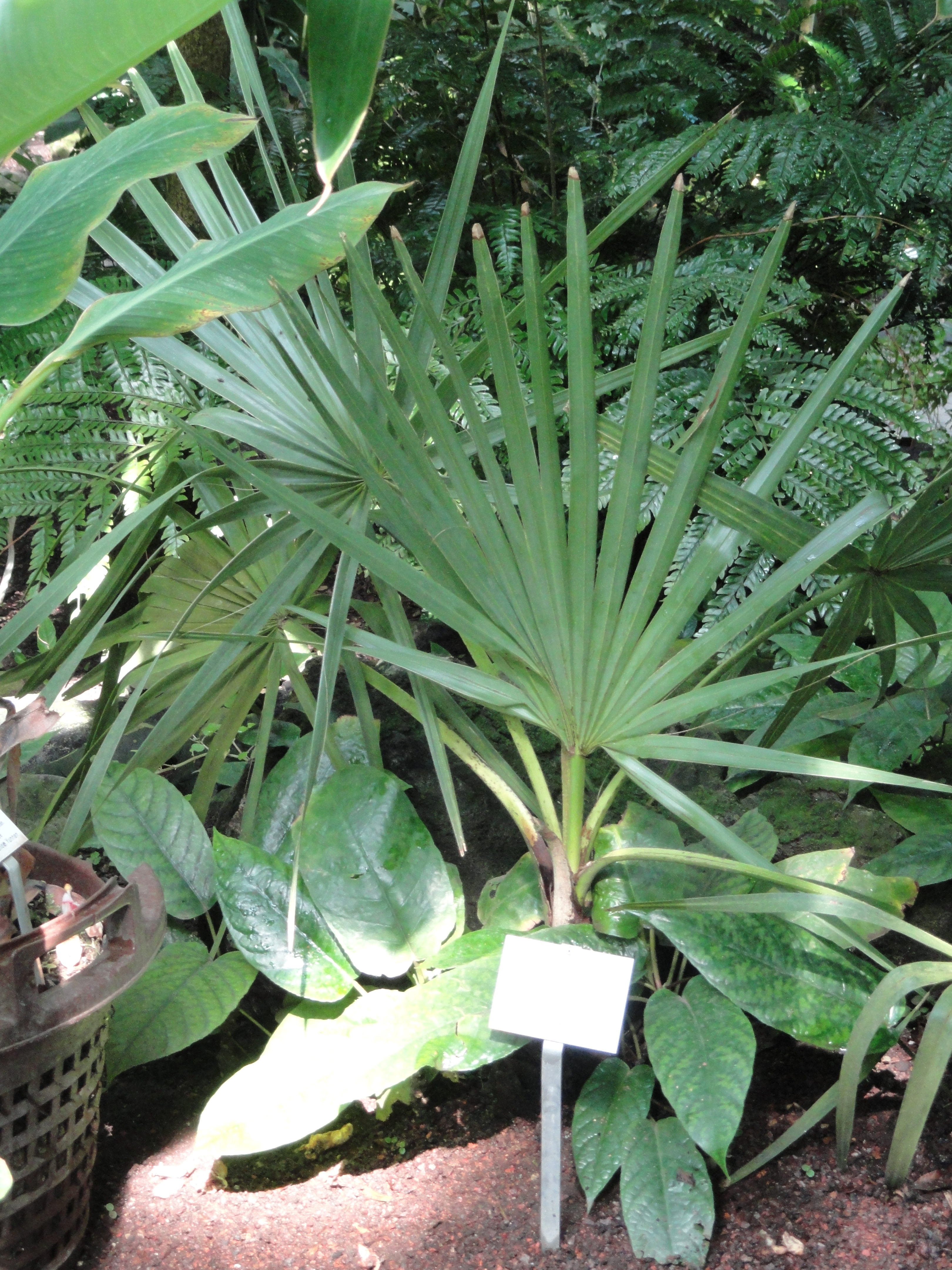
Levelei
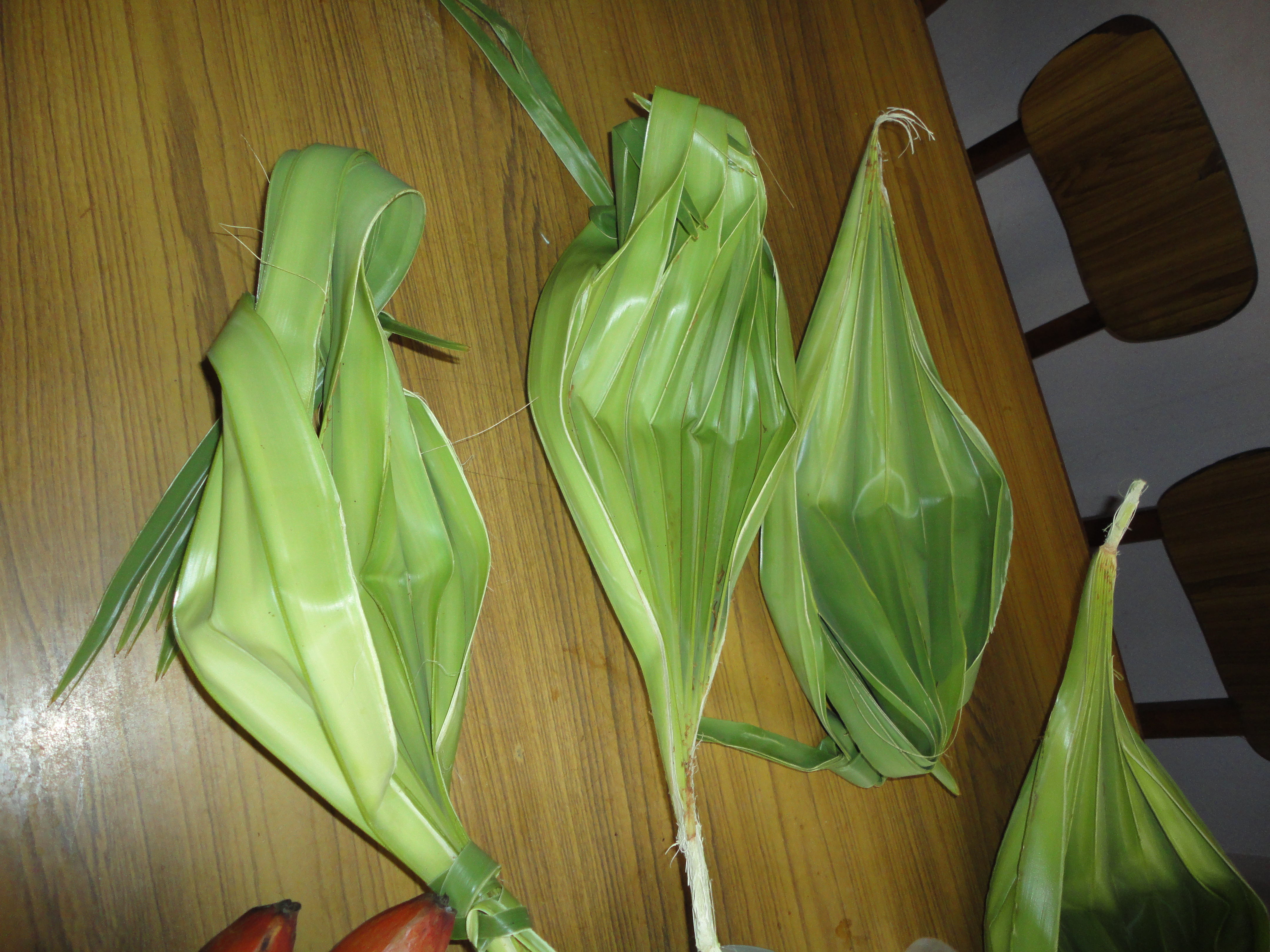
Tányérként használva
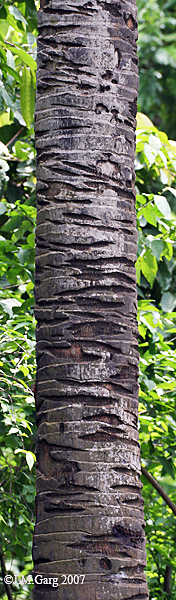
Törzse
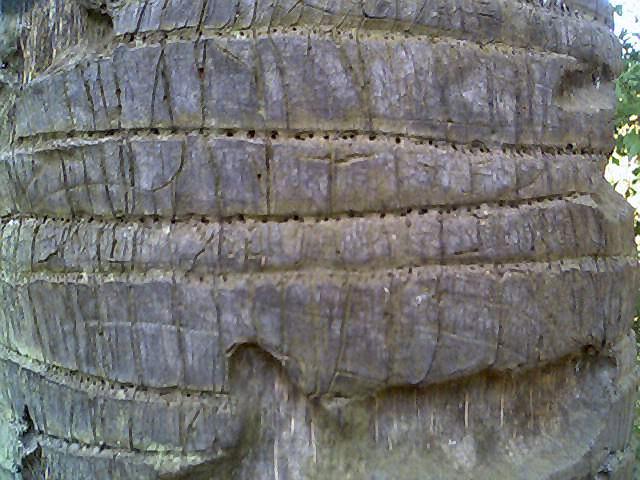
Kérge
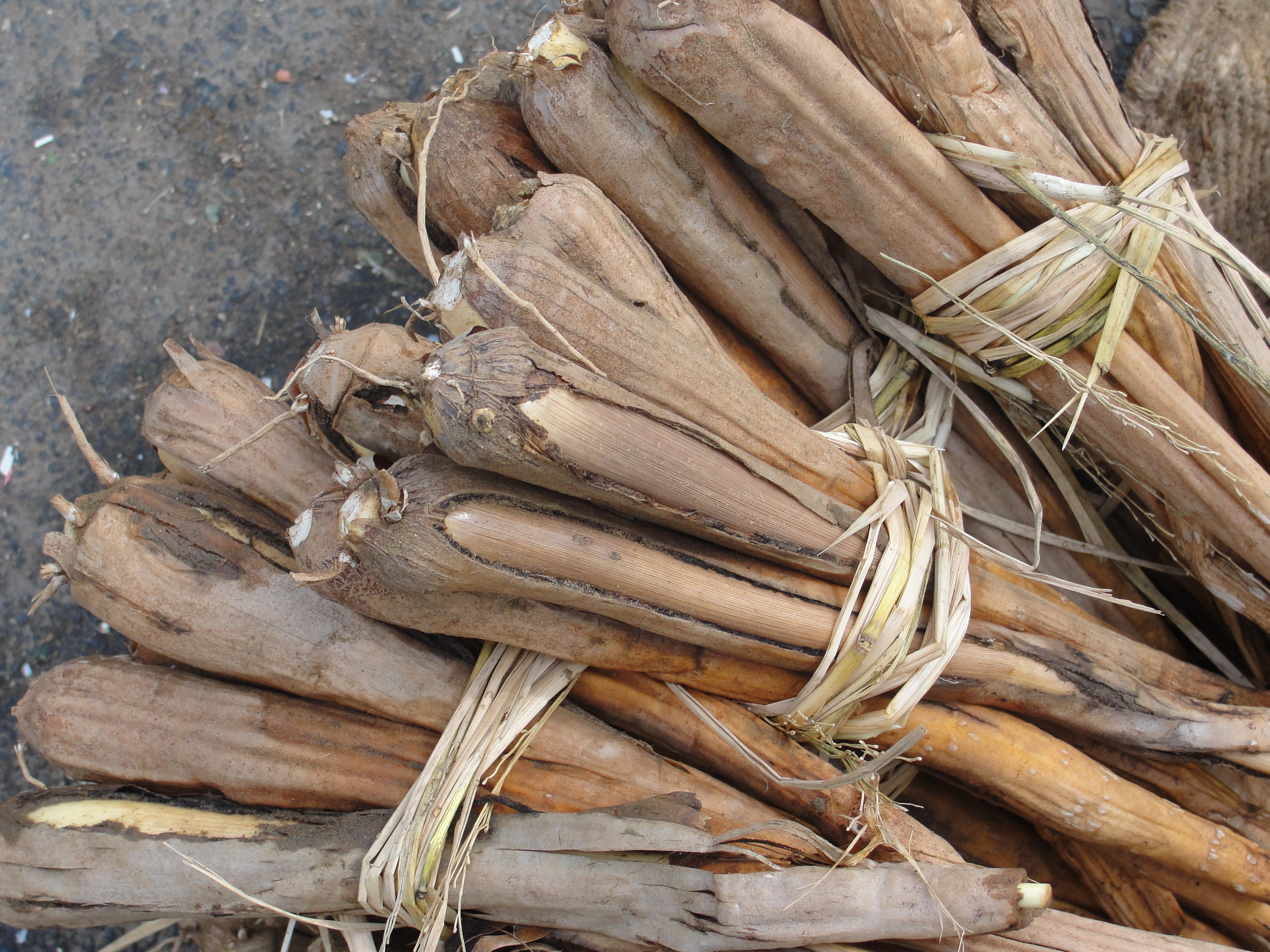
Gumói
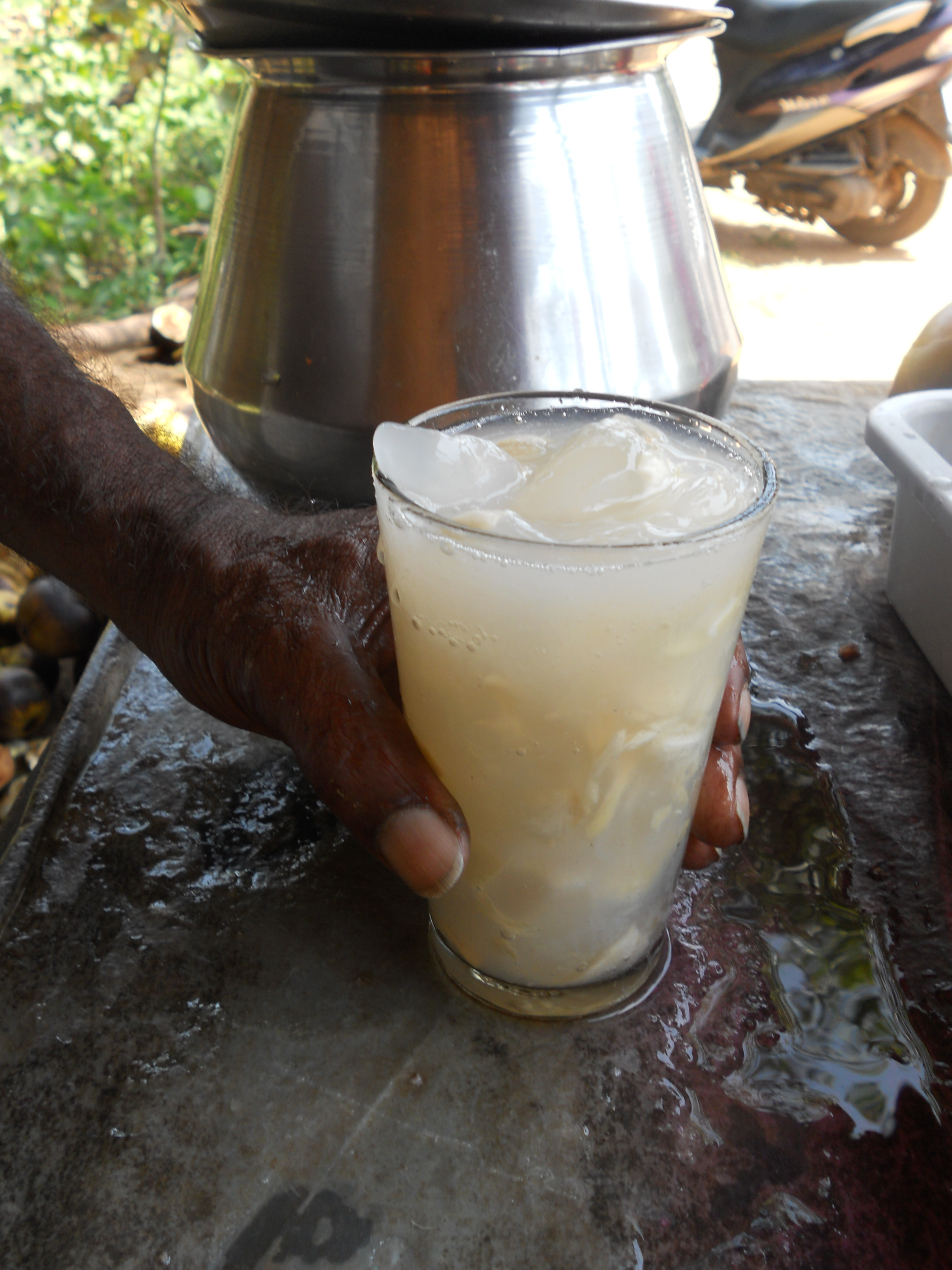
Pálmabor
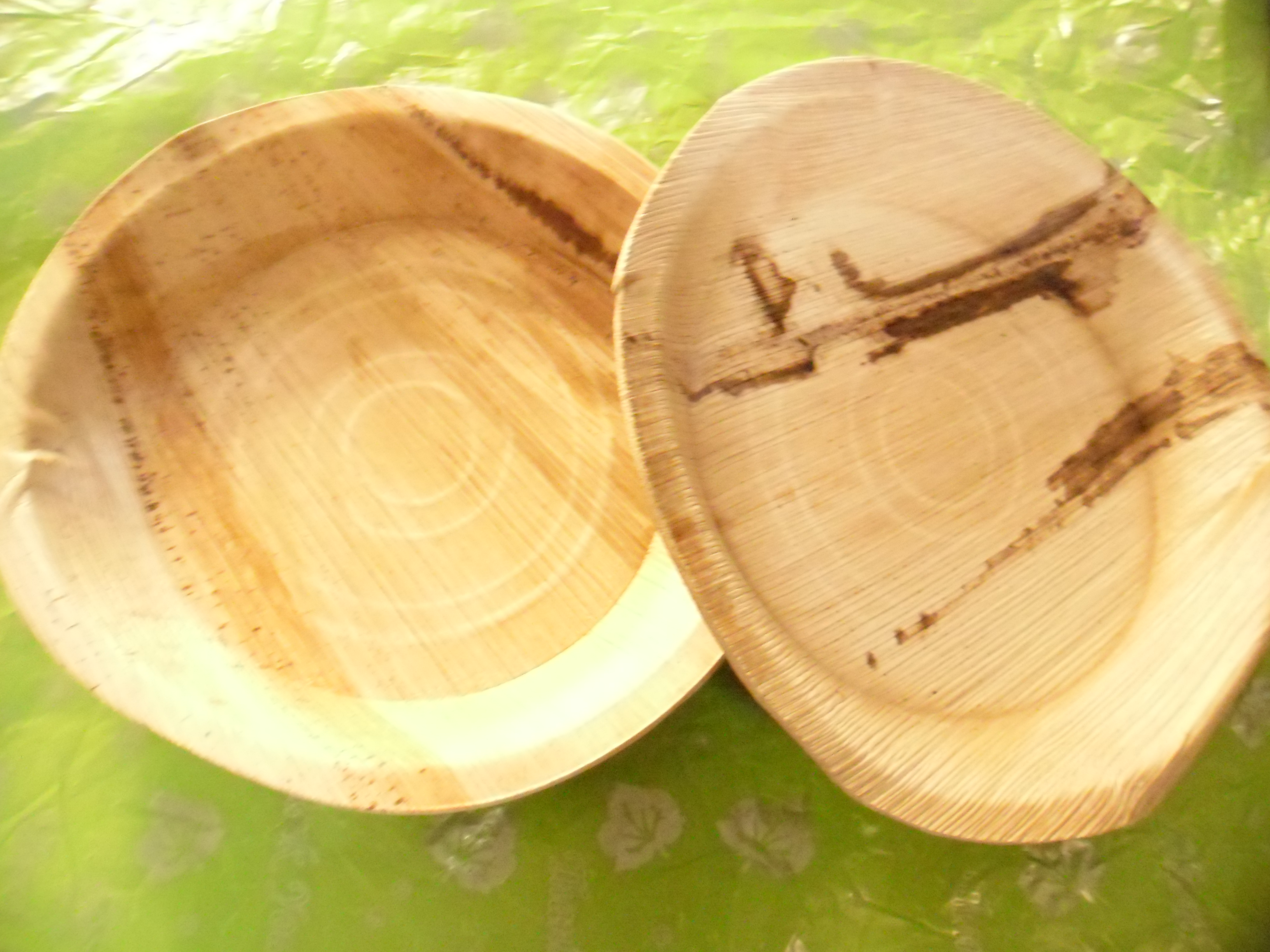
Levélből készült tányérok
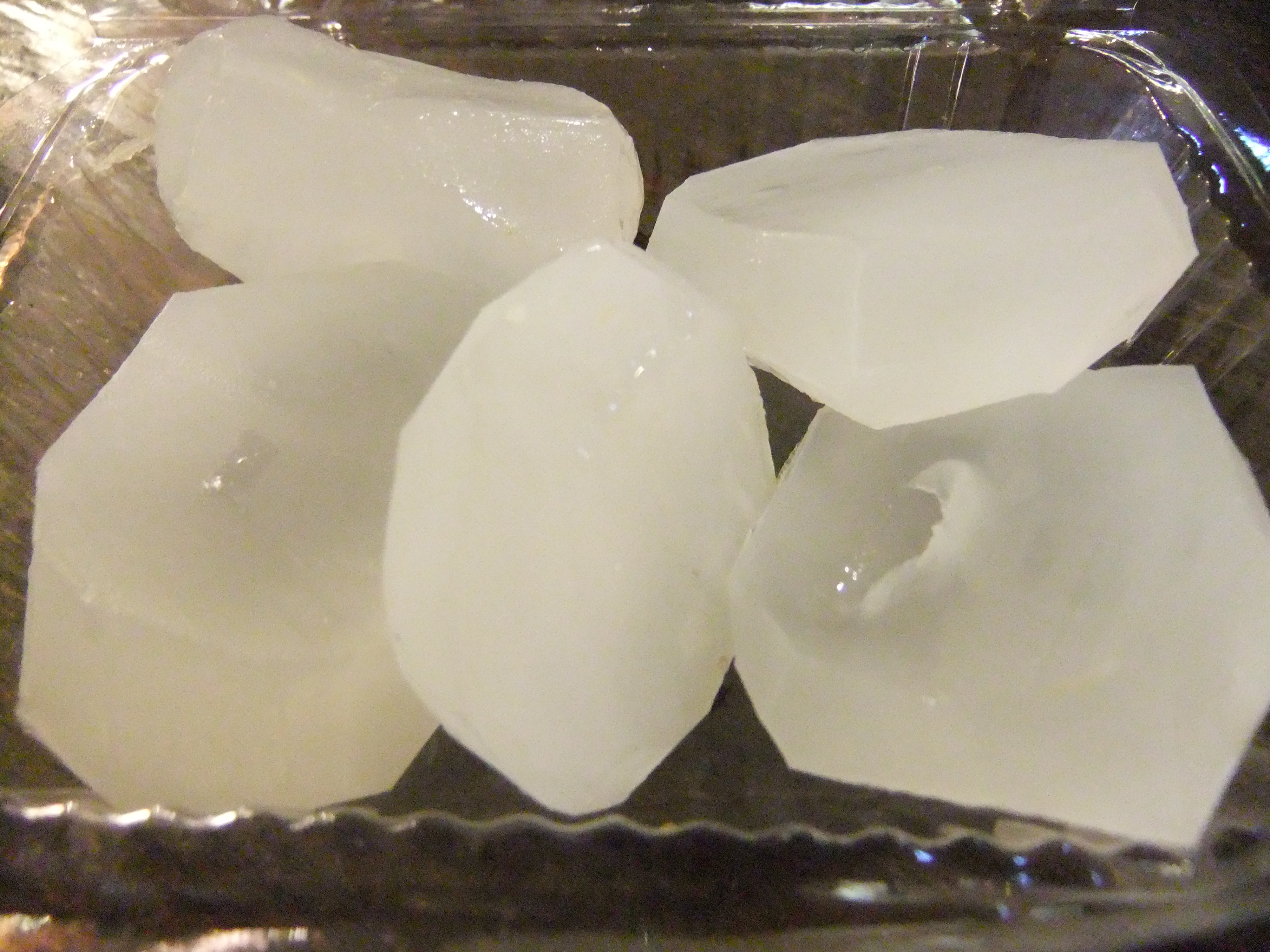
Meghámozott termései